# Смит, Евгения
Евгения Смит (англ. Eugenia Smith), она же Эугения Драбек Сметиско (или Сметишко,  Eugenia Drabek Smetisko) (25 января 1899 — 31 января 1997) — американская художница, автор книги «Анастасия. Автобиография российской Великой княжны», в которой утверждается, что она является Великой княжной Анастасией Николаевной, дочерью Николая II. Наряду с Анной Андерсон является одной из самых известных женщин, выдававших себя за чудесным образом спасшуюся при расстреле царской семьи княжну.

## Реальность и притязания

### Ранняя жизнь
Согласно документам, предъявленным Евгенией Смит в 1929 году при въезде в США, она родилась в 1899 году в Буковине, когда та принадлежала Австро-Венгрии. Пассажирские декларации подтверждают, что 22-летняя Эугения Сметишко прибыла в Нью-Йорк 27 июля 1922 года из Амстердама на борту «S. S. Nieuw Amsterdam» — согласно этим же декларациям она была поданной КСХС, но при этом имела немецкое происхождение и умела говорить по-немецки. В Штатах она первое время жила в Хамтрамке в Мичигане, но затем перебралась в Чикаго, где, по сохранившемся воспоминаниям, работала продавщицей и модисткой. Затем, где-то в то же десятилетие Смит вернулась в Европу, поскольку другая пассажирская декларация показывает, что Эугения Сметишко, теперь уже 30-летняя, снова прибыла в Нью-Йорк 23 сентября 1929 года, приплыв из Гавра на борту «S. S. De Grasse». 4 апреля 1928 года в Северном Округе Иллинойса (Чикаго) она подала прошение на гражданство США. Её адрес места жительства был дан, как 6263 Гринвуд-Авеню, Чикаго.

### Жизнь в США

Евгения Смит в молодости

В течение её первых лет проживания в Иллинойсе Смит встретила видного чикагского бизнесмена Джона Адамса Чепмена, который стал первым, кому она раскрыла свою «личность». С помощью связей Чепмена, Смит познакомилась с двум дочерям бывшего федерального судьи Кристиана Сесила Кохлсаата — Хелен и Эдит. Смит тесно подружилась с ними (так же раскрыв им свою принадлежность к царской семье) и в итоге жила то у одной, то у другой, а те начали оказывать ей поддержку. Живя у Эдит в Лейк-Джениве Смит прославилась, как лектор в женских клубах по всему Чикаго — её самая популярная лекция была на тему «Россия сегодня и вчера». Тем не менее, Эдит вспоминала, что Евгения Смит была очень неуживчивой и постоянно придиралась к её друзьям, но в то же время выглядела такой несчастной, что Эдит не могла подавить желание помочь ей.
В 1945 году Смит переехала жить в Элмхёрст к другой знакомой Чепмена Марджори Уайлдер Эмери, с которой познакомилась незадолго до этого и которой тоже раскрыла свою «личность». Госпожа Эмери оказалась её ещё более преданной сторонницей и каждый год отмечала день рождения Анастасии Николаевны. Сама же Смит первые два года проживания у Эмери работала в магазине серебра на Мичиган-Авеню. Она также попыталась начать своё собственное дело как изготовитель духов, работая дома у Эмери, но ничего не вышло, потому что госпожа Эмери отказалась вкладывать капитал в её проект. В то же время, Смит была также энергичным живописцем, как была в своё время и Анастасия. Многие её работы изображают сцены её предполагаемого детства в России с императорской семьёй и находятся в частных коллекциях. Между тем, Марджори Эмери, как и Эдит Кохлсаат, тоже отмечала угрюмость Смит — помимо неуживчивости с прислугой и друзьями Эмери, Смит раздражалась каждый раз, когда ей не разрешали воспользоваться семейным автомобилем.
У Эмери Евгения Смит жила до 1963 года. За это время слухи о её личности дошли до жившей в Чикаго бывшей княжны Александры Павловны Голицыной, которая тут же сообщила об этом своему бывшему мужу князю Ростиславу Романову (его отец Александр был двоюродным дядей Николая II). Александра Павловна как минимум три раза пыталась пригласить Смит к ним на званный ужин, но во всех случаях Смит отказывалась, ссылаясь на своё нервное состояние.

### Версия «чудесного спасения»
История её мнимого спасения, которую Смит описала в автобиографии, во многом, видимо, была вдохновлена историей Анны Андерсон. Она пришла в сознание ещё будучи в той комнате в подвале Дома Ипатьева, так как пережила расстрел, а штыки расстрельной команды, которыми они добивали выживших, на поверку оказались тупыми. Затем некая женщина спрятала «княжну» в землянке у расположенного по соседству дома, где держала её всё время, пока не вы́ходила. Затем начался длинный поход на запад в сопровождении двух мужчин, в одном из которых она позже узнала некого солдата Александра, который был в Доме Ипатиева. Маршрут её похода состоял из Уфы, Бугульмы, Ульяновска и Курска, после чего она прибыла в Сербию «вторую родину для нас, русских». Первое время она жила у некого местного жителя и его жены, а затем попала к другой местной славянскоговорящей женщине. На этом (в тексте этот эпизод датирован 24 октября 1918 годом) мемуары Смит заканчиваются, дальнейшее известно только из её интервью. В 1919 году, если верить её воспоминаниям, она села в поезд, где её соседом по купе оказался некий доброжелательный незнакомец. Этот сосед угостил её бутербродом с ветчиной, который она имела неосторожность съесть, после чего ей немедленно стало плохо. Великой княжне пришлось отлучиться в уборную, а тем временем незнакомец пропал, захватив с собой все документы, которые могли бы стать доказательством её «царского происхождения».
Затем ей пришлось провести несколько лет в нищете и забвении, в течение которых она писала, буквально не покладая рук, доверяя бумаге историю своей жизни, пользуясь для записи огрызками карандашей и обрывками бумаги.
Я писала часами напролёт – вспоминала Евгения Сметишко. – Дни и ночи перед моими глазами вставали воспоминания ужаса и горя.

### Мемуары
В 1930 году Смит вместе с Хелен Кохлсаат начали редактировать рукопись автобиографии Анастасии Николаевны и спустя 4 года закончили первую версию книги. В конце 1950-х Смит была представлена писателю и местному историку Эдварду Арпи (1899—1979), с кем она запланировала сотрудничество по созданию её мемуаров. Арпи пришлось сильно переработать оригинальный вариант книги, так как, по его воспоминаниям, он содержал кучу ненужных подробностей. Арпи, как и Эдит Кохлсаат с Марджори Эмери, тоже отмечал, что у Евгений Смит был тяжёлый характер, и что она так ни разу и не поблагодарила его за проделанную работу с её книгой. В 1963 году Смит переехала в Нью-Йорк, где предприняла попытку опубликовать её в издательстве «Роберт Спеллер-энд-Санс», утверждая, что получила рукопись от самой Великой княжны, скончавшейся в 1918 году (из-за этого текст рукописи был написан в третьем лице). Издательство тогда затребовало, чтобы Смит прошла проверку на детекторе лжи, которую проводил опытный агент ЦРУ Клив Бакстер. Первую проверку Смит провалила и тогда она изменила свою версию о происхождении рукописи, заявив, что сама является Анастасией. Ей снова устроили проверку на детекторе лжи, и на этот раз она успешно её прошла — Бакстер после 30 часов тестирования, заявил, что более чем уверен, что перед ним Анастасия. В то же время издательство связалось с Глебом Боткиным, но тот был преданным сторонником ещё одной «Анастасии», Анны Андерсон, поэтому признавать Евгению Смит в этой роли он отказался. Относительно результатов детектора лжи Боткин заявил, что «детектор, должно быть, где-то чокнулся» и попросил «Роберт Спеллер-энд-Санс» не публиковать книгу. Тем не менее, издательство всё же пошло на риск, результатом чего стал выход в свет книги «Анастасия. Автобиография российской Великой княжны» (Autobiography of HIH Anastasia Nicholaevna of Russia) (для публикации текст был переписан в первом лице).
В начале книга строится как многословная, но весьма шаблонная история жизни девушки из богатой семьи. Анастасия в её понимании танцевала на вечеринках, каталась на яхте по морю и вела роскошный образ жизни до тех пор, пока царь не был низложен, и наконец со всей семьёй попала в Сибирь. Книга не содержала никаких особых откровений. Единственное, на что указывают её немногие приверженцы, ещё до того, как была вскрыта и исследована могила Романовых, Смит якобы предсказала, что в ней будут отсутствовать великая княжна Анастасия (то есть она сама), и её младший брат Алексей. Отмечали также её знание «многих деталей жизни и быта царской семьи», забывая о том, что книга появилась уже после Второй Мировой Войны, когда были опубликованы сотни изданий на эту тему.

### Споры
Хотя книга произвела эффект разорвавшейся бомбы, и имя её автора немедленно попало на первые полосы газет, но ещё до выхода книги популярный журнал «Life» опубликовал большую статью о новоявленной Анастасии, содержащую отрывки из книги, результаты тестов детектора лжи, анализ почерка и сравнения двумя специалистами-антропологами черт лица Смит с фотографиями Анастасии. Хотя в этой статье и указывалось на то, что Смит никак не удалось подтвердить свои притязания на родство с российской императорской фамилией — специалисты-антропологи не нашли в её внешности черт сходства с Великой княжной; почерковедческая экспертиза также дала отрицательный результат; отказались её признать также Иза Буксгевден (фрейлина двора, прекрасно знавшая великую княжну), княжна Нина Романова и Татьяна Боткина (последняя, как и её брат, была ярой сторонницей Анны Андерсон); Русская православная церковь за рубежом также отвергла её притязания, — но эта публикация на короткое время сделала её звездой и привела к резкому росту стоимости её живописных работ.
В декабре 1963 «Роберт Спеллер-энд-Санс» связались с другим самозванцев Михалом Голеневским, который выдавал себя за Алексея Николаевича. 31 декабря 1963 года он встретился с «сестрой» в нью-йоркском офисе издательства. По одной версии, «брат» и сестра тепло встретились, но после объятий и родственных поцелуев тут же обвинили друг друга в мошенничестве. По другой версии, размолвка произошла только спустя два года, но при этом её инициатором была только одна Смит — Голеневский же, по этой версии, продолжал признавать в Смит Анастасию, хотя её же он признавал и в Анне Андерсон. Но, как бы то ни было, реноме Евгении Смит, как «спасшейся Анастасии», после этого было сильно испорчено. Она пыталась оправдаться, представляя себя жертвой шантажа; но собственный редактор отказался верить ей и даже пригрозил судом. Впрочем, его гнев скоро улетучился: книга хорошо продавалась.

### Личная жизнь
Смит в интервью утверждала, что в октябре 1918 в Сисаке она вышла замуж за хорватского католика Марьяна Сметишко и у них впоследствии родилась дочь, которая умерла в младенчестве. Далее, она утверждала, что в 1922 году её муж дал ей разрешение поехать в Штаты и несколько лет спустя они развелись. В 1963, однако, один американский журналист разыскал в Югославии Марьяна Сметишко и выяснилось, что живущий в бедности крестьянин имеет жену, но она является его первой и единственной женой, а сам он вообще не имеет никаких друзей в Чикаго и ни о какой Эугении Сметишко никогда не слышал. В целом был сделан вывод, что Смит просто использовала имя Сметишко, чтобы проникнуть в США.

### Конец легенды
Мода на Евгению Смит прошла, впрочем, довольно скоро. В 1970-х Смит переехала в Нью-Порт в Род-Айленде, где вплоть до самой смерти посещала местную конгренациональную церковь. Основала фонд св. Николая, к которому, в частности, отошли деньги, полученные от продажи её многочисленных живописных работ, изображавших её детство в окружении царской семьи, среди дворцовых интерьеров. На эти деньги она собиралась построить Музей Русской Живописи в США.
В дальнейшем Смит начала дистанцироваться от каких-либо утверждений, что является Великой Княжной и регулярно отказывалась от прохождения любых экспертиз, которые могли бы позволить установить тождественность её личности и личности Анастасии, включая экспертизу ДНК, предложенную ей в 1994 году, незадолго до смерти.
Евгения Смит умерла в забвении 31 января 1997 года в частном санатории Лафайетт в Норт-Кингстауне и была похоронена по православному обряду на кладбище, принадлежавшем Свято-Троицкому монастырю в Джорданвилле (штат Нью-Йорк). Хотя её похоронили под именем Эугения Сметишко, многие газеты, печатая её некролог, в качестве даты рождения использовали дату рождения Анастасии Николаевны.